# Sägberghang
Das Gebiet Sägberghang ist ein mit Verordnung vom 16. Juni 1998 durch die Körperschaftsforstdirektion Karlsruhe ausgewiesener Bannwald (Schutzgebiet-Nummer 100511) bei Marxzell im Landkreis Karlsruhe in Baden-Württemberg.

## Lage
Das Schutzgebiet befindet sich südlich von Frauenalb an einem nach Osten zur Alb hin abfallenden Hang.
Es umfasst die Abteilungen 53 und 58 (ganz) sowie 57 und 59 (je teilweise) des Staatswalddistriktes XII „Klosterwald“.
Der Bannwald liegt vollständig im Landschaftsschutzgebiet Albtalplatten und Herrenalber Berge und er ist Teil des FFH-Gebiets Albtal mit Seitentälern.

## Vegetation
Im Bannwald kommen laut Waldbiotopkartierung die folgenden Pflanzen vor:
Weiß-Tanne, Gewöhnliche Douglasie, Hänge-Birke, Traubeneiche, Rotbuche, Vogelbeere, Gemeine Fichte, Faulbaum,
Roter Holunder, Europäische Stechpalme, Drahtschmiele, Wald-Sauerklee, Roter Fingerhut, Gewöhnlicher Tüpfelfarn, Gewöhnlicher Dornfarn,
Brombeeren, Breitblättriger Dornfarn, Prächtiger Dünnfarn, Wald-Schwingel, Heidelbeere.

## Schutzzweck
Der Schutzzweck des Bannwalds ist gemäß Schutzgebietsverordnung
- Die unbeeinflusste Entwicklung eines Buchen-Fichten-Waldökosystems an den zur Alb hin abfallenden Steilhanglagen mit seinen   Tier- und Pflanzenarten zu sichern sowie die wissenschaftliche Beobachtung der Entwicklung zu gewährleisten.
- Dies beinhaltet den Schutz der Lebensräume und -gemeinschaften, die sich im Gebiet befinden und sich im Verlauf der eigendynamischen Entwicklung des Waldbestandes ändern oder entstehen.

## Betreuung
Wissenschaftlich betreut wird der Bannwald durch die Forstliche Versuchs- und Forschungsanstalt Baden-Württemberg (BVA).